# イクパスイ

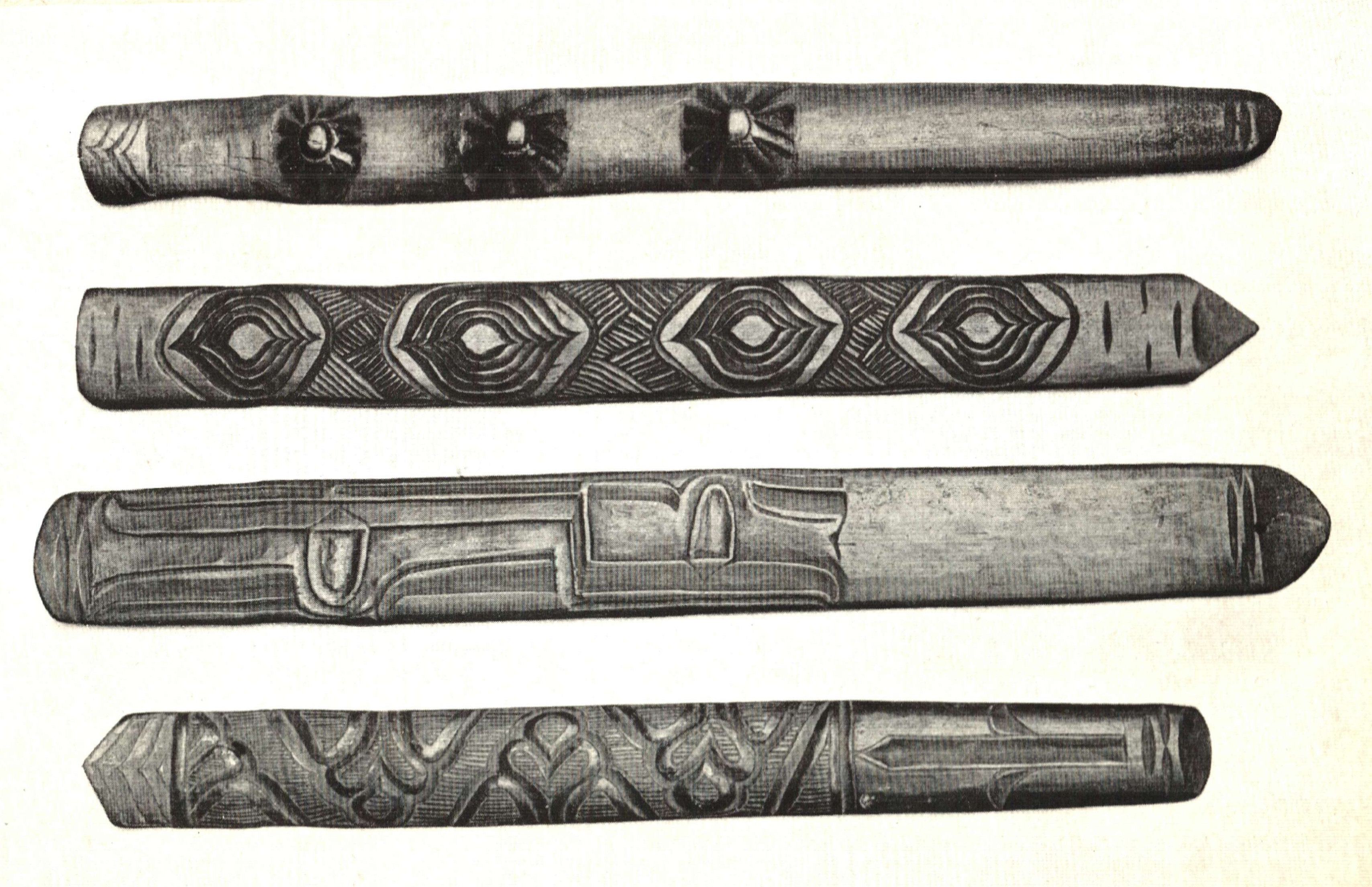
杉山寿栄男が収集したイクパスイ

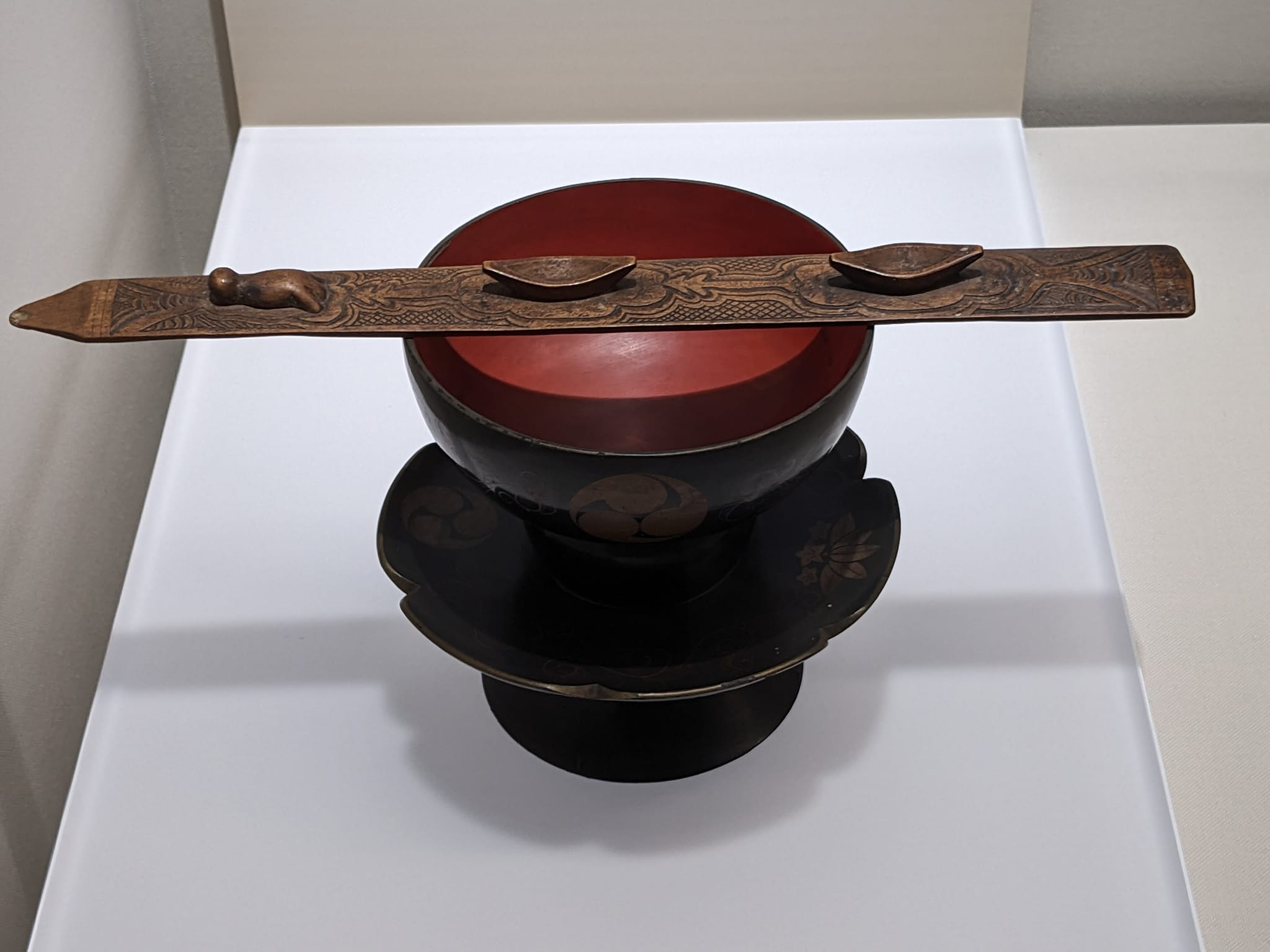
酒を盛った漆器の椀にイクパスイを渡したうえで、イクパスイの先端に酒をつけて神にささげる（ウポポイの展示品）

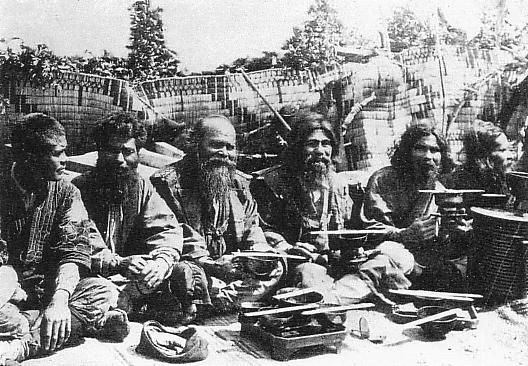
1930年に行われたイオマンテの様子。膳の上の椀に載せられたへら状の物がイクパスイ

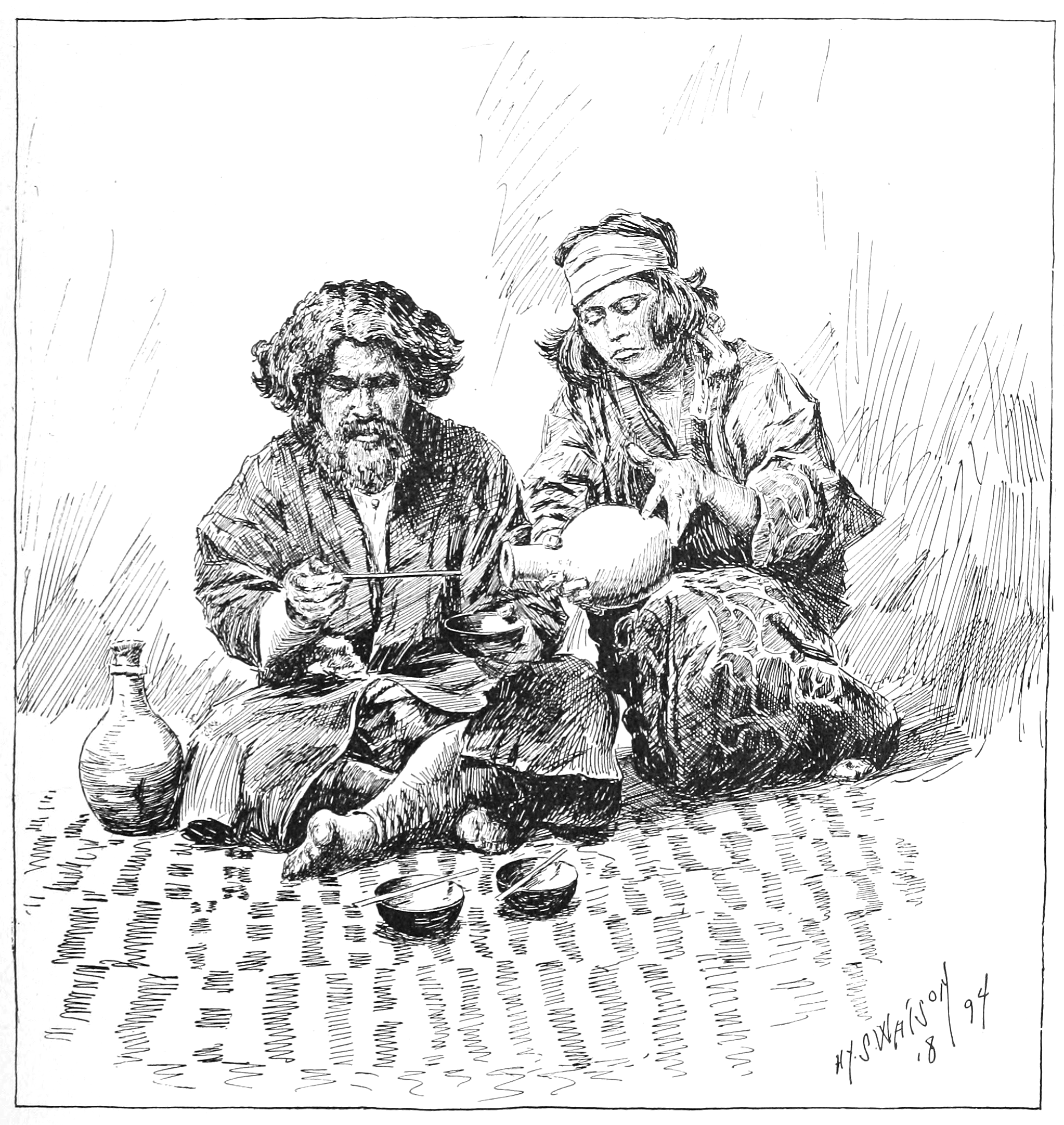
19世紀末期、アメリカ人画家に描かれたカムイノミの様子。椀の酒をイクパスイにひたすことで神に捧げる

イクパスイ（アイヌ語: ikupasuy、樺太アイヌ語: イクニㇱ / ikunis）とは、アイヌ民族が儀式で使用する木製の祭具。カムイ（神）・先祖に酒などの供物をささげる際、人間とカムイの仲立ちをする役割を果たすものとされた。日本語では、酒箸（さかばし）、捧酒箸（ほうしゅばし、奉酒箸とも）とも呼ばれる。
本項では、イクパスイの一種に当たるキケウㇱパスイ (アイヌ語: kikeuspasuy) についても述べる。

## 名前の由来
「イクパスイ」という名称は、イク（iku）「酒を飲む」とパスイ（pasuy）「箸」からなる。また、樺太アイヌ語においての「イクニㇱ / ikunis」は同じくイク（iku）とニㇱ（nis）「棒」によって構成される複合語である。
日本語では「（カムイに）酒を捧（ささげる）箸」として酒箸、捧酒箸または奉酒箸と訳される。
かつてはひげべら（髭箆）、ひげあげべらと訳されることがあったが、これは左手で杯を、右手でイクパスイをそれぞれ持って酒を飲む際、酒の中に髭が入らないように押さえる役割をしている、と誤解されたためである。例えば1939年（昭和14年）発行の『駅名の起源』では本文中のイクパスイの挿絵について、以下のような（結果的には誤った）解説がなされている。

## 文化における位置づけ
イナウ（inaw：木幣）と同様にラマッ（ramat：魂）を帯び、人々の願いをカムイに伝える使者という位置づけがなされている。

### 使用
カムイノミ（神事）やシンヌラッパ（先祖供養）など、酒を用いる祈りには欠かせず、このほか個人的な祈りに際しても用いられた。
用いる際には、その先端を酒に浸して酒の滴を火やイナウに振りかけ、神や先祖に捧げて祈祷する。人間の言葉は直接カムイに届かないとされているが、イクパスイを介することで人間の言葉は（たとえ不足や誤りがあったとしても）カムイに正確に届けられる。また、捧げた1滴の酒はカムイモシㇼ（kamuy-mosir：神々の世界）に1樽にもなって届き、カムイたちも同様に酒を酌み交わすとされた。

## 特徴

### 外見
約30センチメートルほどの木の棒を平らに削って作る。通常は表面に彫刻した飾りがほどこされ、一端は尖っている。
尖端の裏側には通常、パルンぺ（parunpe：舌）と呼ばれる矢尻のような形が刻まれる。これが刻まれていないイクパスイは、カムイに対して言葉を伝えられない（喋ることができない）と考えられている。
このほか、裏面にはアイシロシ（持ち主をあらわす印）、表面にはイトゥクパ（父系の祖印をあらわす家紋）が刻まれる。特に父系のイトゥクパが刻まれたものは家に1つしかなく、狩猟の旅に出る時は必ず身につけることになっていた。

### 装飾・文様
イクパスイの装飾としては彫刻や漆のほか、金属プレート・リボンなどの材料を使用する場合もある。イタリアの人類学者であるフォスコ・マライーニはこれらの装飾を
1. 説明が不要で、意味が明らかである動物や植物や物の形を描写したもの
2. 単純化された動物の形に由来する象徴と印
3. これらの象徴と描写から変遷してきた装飾文様
4. 実際の幾何学紋様

の4種に分類し、1から4へ順を追って抽象化されたと考えた。

### 材質
材質には、イタヤカエデ、ノリウツギ、イチイ、マユミ、カツラ、ハンノキ、ミズナラなど、比較的加工しやすい材が用いられる。通常はまっすぐな木を割って作るが、湾曲した木やねじれた木、股木など、自然木をそのまま利用して作られたものもある。

## キケウㇱパスイ
イクパスイの一種であると同時に、イナウの一種でもある。kikeが「削りかけ」、usが「～がつく」、pasuyが「箸」の意で、日本語では削り掛けつき捧酒箸と訳される。
主にヤナギやミズキなどの白木で作られ、一部の地域を除いて文様を施すことはない。上面1 - 4か所に削りかけがあり、数や形は家系によって異なる。
大祭に際してとくに重要な祈りに用いられ、イナウと同様に儀式が終わると火にくべたり祭壇に納めて火のカムイへの供物としたため、原則として儀式のたびに新しく作られている。例外的に複数回使用する地域もある。